# Минзетешть (Васлуй)
Минзетешть, Минзетешті (рум. Mânzătești) — село у повіті Васлуй в Румунії. Входить до складу комуни Мелуштень.
Село розташоване на відстані 236 км на північний схід від Бухареста, 55 км на південь від Васлуя, 113 км на південь від Ясс, 81 км на північ від Галаца.

## Населення
За даними перепису населення 2002 року у селі проживали 512 осіб, усі — румуни. Усі жителі села рідною мовою назвали румунську.